# Cửu An
Cửu An là một xã thuộc thị xã An Khê, tỉnh Gia Lai, Việt Nam.
Xã Cửu An có diện tích 19,98 km², dân số năm 2009 là 3.660 người, mật độ dân số đạt 183 người/km².